# Hasan Salihamidžić
Hasan Salihamidžić, född 1 januari 1977 i Jablanica i Jugoslavien, är en bosnisk före detta fotbollsspelare (mittfältare). Salihamidžić kom 1992 till Hamburger SV varifrån han år 1998 gick vidare till Bayern München. Salihamidžićs mångsidighet gjorde att han kunde spela på en rad positioner såsom ytterback, mittfältare och anfallare vilket kom att spela roll i att han under närapå ett decennium gjorde ett stort intryck i den stora tyska klubben.  
I januari 2007 skrev han på för Juventus och lämnade sedan under sommaren Bayern München då hans kontrakt löpte ut. Sommaren 2011 skrev Salihamidžić ett ett-års kontrakt med Vfl Wolfsburg. Något mer spel blev det sedan inte och bosniern avslutade därmed sin karriär, 35 år gammal.

## Meriter
Bayern München
- Bundesliga: 1999, 2000, 2001, 2003, 2005, 2006
- DFB-Pokal: 2000, 2003, 2005, 2006
- Champions League: 2001; tvåa 1999
- Interkontinentala cupen: 2001